# Campeonato Europeu de Atletismo em Pista Coberta de 2023 - 3000 m masculino
A prova dos 3000 metros masculino do Campeonato Europeu de Atletismo em Pista Coberta de 2023 foi disputada nos dias 4 e 5 de março de 2023 na Ataköy Athletics Arena, em Istambul, na Turquia.

## Recordes
Antes desta competição, os recordes mundiais e do campeonato nesta prova eram os seguintes:
|                       | Nome          | Nacionalidade | Tempo     | Local  | Data                    |
| --------------------- | ------------- | ------------- | --------- | ------ | ----------------------- |
| Recorde mundial       | Lamecha Girma | Etiópia       | 7m 23s 81 | Liévin | 15 de fevereiro de 2023 |
| Recorde europeu       | Mohamed Katir | Espanha       | 7m 24s 68 | Liévin | 15 de fevereiro de 2023 |
| Recorde do campeonato | Ali Kaya      | Turquia       | 7m 38s 42 | Praga  | 7 de março de 2015      |

## Medalhistas
| Ouro                     | Prata              | Bronze            |
| Jakob Ingebrigtsen (NOR) | Adel Mechaal (ESP) | Elzan Bibić (SRB) |

## Cronograma
Todos os horários são locais (UTC +3).
| Data       | Hora  | Evento  |
| ---------- | ----- | ------- |
| 4 de março | 10:00 | Bateria |
| 5 de março | 20:00 | Final   |

## Resultados

### Bateria
Qualificação: 6 atletas de cada bateria (Q) mais os 3 melhores qualificados (q).
| Posição | Bateria | Atleta             | Nacionalidade      | Tempo   | Notas                |
| ------- | ------- | ------------------ | ------------------ | ------- | -------------------- |
| 1       | 2       | Elzan Bibić        | Sérvia             | 7:50.21 | Q                    |
| 2       | 2       | Adel Mechaal       | Espanha            | 7:50.69 | Q                    |
| 3       | 2       | James West         | Grã-Bretanha       | 7:50.73 | Q                    |
| 4       | 2       | Darragh McElhinney | Irlanda            | 7:51.11 | Q                    |
| 5       | 2       | Charles Grethen    | Luxemburgo         | 7:51.30 | Q                    |
| 6       | 2       | Simon Sundström    | Suécia             | 7:51.30 | Q,                   |
| 7       | 2       | Robin Hendrix      | Bélgica            | 7:51.32 | q                    |
| 8       | 2       | Mike Foppen        | Países Baixos      | 7:51.61 | q                    |
| 9       | 2       | Magnus Tuv Myhre   | Noruega            | 7:52.47 | q,                   |
| 10      | 2       | Mattia Padovani    | Itália             | 7:54.31 | Recorde da temporada |
| 11      | 1       | Jakob Ingebrigtsen | Noruega            | 7:56.57 | Q,                   |
| 12      | 1       | Bastien Augusto    | França             | 7:56.71 | Q                    |
| 13      | 1       | Sam Parsons        | Alemanha           | 7:57.18 | Q                    |
| 14      | 1       | Tim Verbaandert    | Países Baixos      | 7:57.28 | Q                    |
| 15      | 1       | Jack Rowe          | Grã-Bretanha       | 7:57.29 | Q                    |
| 16      | 1       | Emil Danielsson    | Suécia             | 7:57.45 | Q                    |
| 17      | 1       | John Heymans       | Bélgica            | 7:57.87 |                      |
| 18      | 1       | Pietro Riva        | Itália             | 7:58.89 |                      |
| 19      | 1       | Joel Ibler Lillesø | Dinamarca          | 8:00.48 |                      |
| 20      | 1       | Dario Ivanoski     | Macedônia do Norte | 8:17.93 |                      |

### Final
A final aconteceu às 20:00 no dia 5 de março de 2023.
| Posição           | Atleta             | Nacionalidade | Tempo   | Notas                |
| ----------------- | ------------------ | ------------- | ------- | -------------------- |
| Medalha de ouro   | Jakob Ingebrigtsen | Noruega       | 7:40.32 | Recorde nacional     |
| Medalha de prata  | Adel Mechaal       | Espanha       | 7:41.75 | Recorde da temporada |
| Medalha de bronze | Elzan Bibić        | Sérvia        | 7:44.03 |                      |
| 4                 | Darragh McElhinney | Irlanda       | 7:44.72 | Recorde pessoal      |
| 5                 | Charles Grethen    | Luxemburgo    | 7:46.65 |                      |
| 6                 | Tim Verbaandert    | Países Baixos | 7:47.24 |                      |
| 7                 | Sam Parsons        | Alemanha      | 7:48.01 |                      |
| 8                 | James West         | Grã-Bretanha  | 7:48.22 |                      |
| 9                 | Jack Rowe          | Grã-Bretanha  | 7:48.32 |                      |
| 10                | Robin Hendrix      | Bélgica       | 7:50.46 |                      |
| 11                | Mike Foppen        | Países Baixos | 7:50.95 |                      |
| 12                | Magnus Tuv Myhre   | Noruega       | 7:51.30 | Recorde pessoal      |
| 13                | Simon Sundström    | Suécia        | 7:52.54 |                      |
| 14                | Bastien Augusto    | França        | 8:20.60 |                      |
| 14                | Emil Danielsson    | Suécia        | DQ      | TR17.3.2             |

Legenda
| Recorde mundial       | Recorde mundial (World record)               |                       | Recorde africano                      | Recorde africano (African) |                                           | Q | Classificado por posição (Qualified) |
| Recorde do campeonato | Recorde do campeonato (Championship record)  | Recorde da América    | Recorde da América (Americas)         | q                          | Classificado por melhor tempo (Qualified) |   |                                      |
| Melhor marca do ano   | Melhor marca do ano (World leading)          | Recorde asiático      | Recorde asiático (Asian)              | DNS                        | Não largou (Did not start)                |   |                                      |
| Recorde nacional      | Recorde nacional (National record)           | Recorde europeu       | Recorde europeu (European)            | DNF                        | Não terminou (Did not finish)             |   |                                      |
| Recorde pessoal       | Recorde pessoal do atleta (Personal best)    | Recorde da Oceania    | Recorde da Oceania (Oceania)          | DSQ / DQ                   | Desclassificado (Disqualified)            |   |                                      |
| Recorde da temporada  | Recorde da temporada do atleta (Season best) | Recorde sul-americano | Recorde sul-americano (South America) | NM                         | Sem marca (No mark)                       |   |                                      |